# Heliconius aoede
Heliconius aoede is een vlinder uit de familie Nymphalidae. De wetenschappelijke naam van de soort is, als Nereis aoede, voor het eerst geldig gepubliceerd in 1816 door Jacob Hübner.